# Schott AG
Pour les articles homonymes, voir Schott.

Logo de l'entreprise

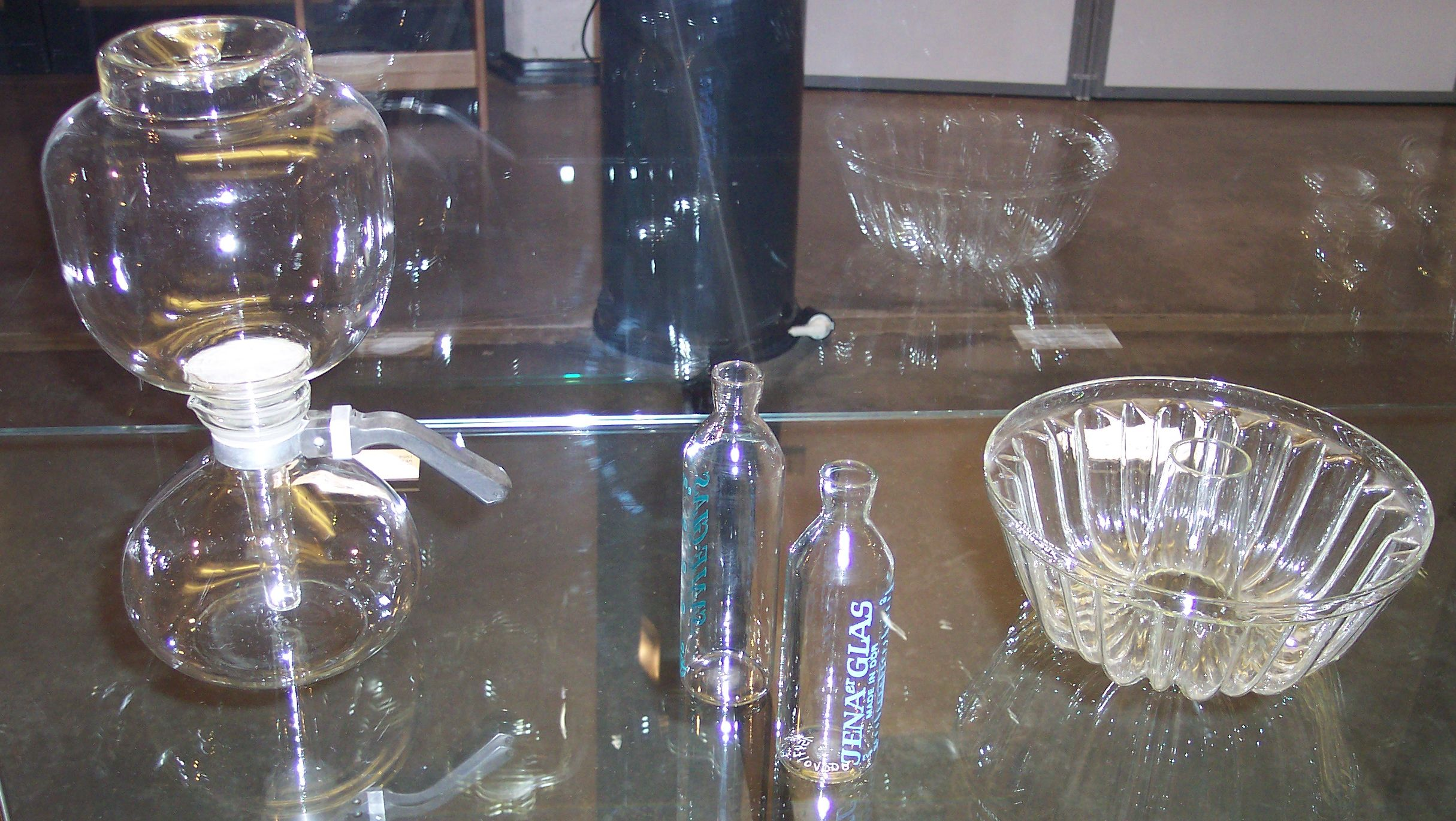
Quelques produits

Schott Glaswerke AG, verrerie Schott, ou plus simplement Schott est le nom d'une manufacture industrielle de produits en verre de très haute qualité, comme les fibres optiques et les composants des écrans plats, située à Mayence, dans le quartier de Mainz-Neustadt.
La compagnie est bien connue des photographes pour la production des composants en verre de Zeiss et des lentilles de Schneider Kreuznach, de même que les filtres B+W. Elle publie également le « Schott Glass Catalog », qui est une référence dans le domaine des propriétés de nombreux composants en verre, produits par eux et d'autres compagnies.
La compagnie a été fondée en 1884 à Iéna, en Allemagne sous le nom Glastechnische Laboratorium Schott & Genossen par Otto Schott, Ernst Abbe, Carl Zeiss et Roderich Zeiss. Elle a ensuite changé de nom pour s'appeler Jenaer Glaswerk Schott & Genossen. Après la Seconde Guerre mondiale, la compagnie a été forcée de se relocaliser à Mayence dans l'Allemagne de l'ouest, sous le nom Schott Glaswerke AG, après que les bureaux à Jena eurent été pris par le gouvernement communiste de l'Allemagne de l'Est et furent devenus Jena Glaswerke VEB. Après la réunification allemande, Schott Glaswerke AG racheta Jena Glaswerke VEB pour redevenir une seule et même compagnie.
La compagnie est aussi connue pour avoir inventé le verre-céramique « Zerodur », utilisé notamment pour faire des miroirs de télescopes, comme ceux du NTT.

## Portrait d'entreprise
Lors de l'exercice 2013/14, le chiffre d'affaires s'est élevé à 1,87 milliard d'euros. Le BAII s'est monté à 135 millions d'euros Schott emploie un effectif de 15 400 collaborateurs dans des sites de production et de commercialisation répartis dans 35 pays, dont 5 100 sont situés en Allemagne. Le siège du président du comité de direction fut occupé de 2004 à 2013 par Udo Ungeheuer. Frank Heinricht le remplace à ce poste depuis juin 2013.

## Gamme de produits
En plus des secteurs conventionnels consacrés au verre et au verre spécial comme le verre optique, la gamme de produits réunit également la vitrocéramique, l'optique, l'optoélectronique, le photovoltaïque et la technique de fibre de verre. Les principaux marchés de l'entreprise Schott AG sont diversifiés, à l'exemple de l'électroménager, la pharmacie, l'électronique, l'optique, la construction automobile et l'aviation. Des marques connues de l'entreprise sont Ceran, Zerodur, Pyran (verre coupe-feu), Robax ou Fiolax (emballages pharmaceutiques) et Xensation. Cette dernière marque englobe des lamelles pour des écrans tactiles.
En outre, dans le passé comme à présent, des exécutions spéciales en vitrocéramique Zerodur sont fabriquées pour de grands télescopes miroirs, comme p. ex. 
- le Very Large Telescope (de 1991 à 1993 : quatre miroirs de 8,2 m de diamètre chacun)
- l'Observatoire W. M. Keck (de 1993 à 1996 : deux miroirs segmentés de 10,0 m de diamètre chacun) ou
- le Gran Telescopio Canarias (de 2007 à 2008 : un miroir segmenté de 10,4 m de diamètre)

## Droits de propriété
L'entreprise est aux seules mains de la fondation Carl-Zeiss-Stiftung qui détient la totalité des actions.

## Filiale française SCHOTT VTF
Schott VTF (Verrerie de Troisfontaines) est une entreprise de transformation de verre plat installée à Troisfontaines en Moselle (à 72 km de Strasbourg et 92 km de Nancy). Schott VTF est une filiale de la holding Schott Glaverbel BV siégeant à Tiel (Pays-Bas), depuis 1990. Avec un outil de production ultramoderne, l'entreprise compte parmi les fabricants de verres spéciaux les plus performants d'Europe.[réf. nécessaire]
Elle emploie aujourd'hui 390 personnes sur le site de Troisfontaines. Son activité est principalement tournée vers l'exportation, plus précisément vers les pays suivants : Allemagne, Autriche, Suisse, Danemark et Italie. Sa production concerne essentiellement :
- Électroménager : portes de fours et micro-ondes, armoires de cuisines industrielles...
- Équipements publics : panneaux de commande d'ascenseurs...
- Industries du meuble et décoration : écrans de protection de téléviseurs, table de salle à manger, étagères...
- Carrosserie, transports : vitres de tracteurs, autobus...
- Sanitaires : tablettes et colonnes de douches, mobilier de salles de bain...